# Major League Soccer
МЛС (англ. MLS, Major League Soccer; дослівно укр. Вища Ліга Сокеру) — професіональна футбольна ліга, яка є найвищим футбольним дивізіоном для США і Канади. Чемпіонат МЛС проводиться з дозволу Федерації футболу США. У сезоні 2024  року ліга складається з 29 команд — 26 зі США і 3 із Канади. Регулярний сезон МЛС триває з березня по жовтень. Протягом нього кожна команда грає 34 матчі. Після закінчення регулярного сезону найкраща команда отримує трофей Supporters' Shield, а також 12 кращих команд протягом листопада та грудня розігрують звання чемпіона МЛС в Кубку МЛС. Команди МЛС беруть участь і в інших внутрішніх змаганнях з футболу разом з командами з інших дивізіонів та в Лізі чемпіонів КОНКАКАФ.
Заснування Major Soccer League у 1993 році було одним з пунктів успішної заявки США на проведення Чемпіонату світу з футболу 1994 року. Перший сезон ліги відбувся у 1996 році з участю 10 команд. Протягом перших років існування МЛС зазнавала фінансових та організаційних труднощів: ліга втрачала мільйони доларів, команди, не маючи власних стадіонів, грали матчі на майже порожніх стадіонах для американського футболу, що призвело до припинення існування двох команд у 2002 році. Відтоді ліга розширилася до 22 команд. Власники побудували суто футбольні стадіони, а середня відвідуваність матчі МЛС перевищує середню відвідуваність у НХЛ і НБА. Сьогодні ліга є прибутковою організацією і має власні телевізійні контракти.
На відміну від типової структури вищих професіональних ліг Північної Америки, коли ліга є асоціацією команд, МЛС є приватною акціонерною компанією, у якій інвестори володіють певною часткою акцій і керують окремими командами. Також ліга відрізняється від більшості футбольних ліг у світі тим, що у ній відсутня система підвищення-пониження у класі, оскільки членство у лізі фіксоване. Це є характерною рисою ліг США і Канади з багатьох інших видів спорту. Головний офіс МЛС розташовано у Нью-Йорку.

## Історія
До створення МЛС у США та Канаді існували й інші професіональні футбольні ліги. Найближчим попередником МЛС була Північноамериканська футбольна ліга.

### Заснування
У 1988 році Федерація футболу США (англ. U.S. Soccer) отримала від ФІФА право на проведення в країні Чемпіонату світу з футболу 1994. Однією з умов перемоги заявки від США ФІФА поставила створення єдиного професіонального футбольного чемпіонату країни. У 1993 році U.S. Soccer оголосила, що Major League Professional Soccer визнається як професіональна футбольна ліга найвищого рівня у США. МЛС була створена в лютому 1995 року як акціонерна компанія з обмеженою відповідальністю.
У першому чемпіонаті МЛС 1996 року взяло участь 10 команд. Перший матч відбувся 6 квітня 1996 року. В ньому Сан-Хосе Клеш переміг Ді Сі Юнайтед. Матч пройшов на «Спартан Стедіум» у Сан-Хосе в присутності 31000 глядачів, а також транслювався на каналі ESPN. Лізі вдалося привернути до себе увагу вболівальників (інтерес до футболу у США традиційно невисокий, але Чемпіонат світу 1994 року до певної міри його підвищив) завдяки залученню декількох відомих гравців — в першу чергу, зірок збірної США Алексі Лаласа, Тоні Меолу і Еріка Віналда, а також мексиканця Хорхе Кампоса і колумбійця Карлоса Вальдерраму. У перші чотири роки в лізі домінував Ді Сі Юнайтед, вигравши три Кубки МЛС. У 1998 році відбулося перше розширення — додані команди Чикаго Файр і Маямі Ф'южн. У першому ж своєму сезоні Чикаго Файр здобув титул чемпіона.
Після першого сезону відвідуваність матчів МЛС стала знижуватися. Вісім з десяти початкових команд МЛС грали свої матчі на стадіонах для американського футболу, які за невеликої кількості глядачів виглядали майже порожніми. Однією з причин падіння інтересу до ліги були експерименти МЛС у правилах проведення матчів. МЛС намагалася зробити футбол більш звичним для американського глядача. Так, для визначення переможця матчу у випадку нічиєї після основного часу було запроваджено серію пенальті (у провідних лігах інших видів спорту США нічиїх не буває, в той час як для футбольних змагань, які проводяться за круговою системою в усьому світі, нічийний результат є цілком звичним). Також МЛС стала використовувати зворотній відлік часу на табло (так само, як наприклад, у НБА та НХЛ) — гра завершувалася, коли таймер показував 0:00. З часом організатори ліги усвідомили, що такі зміни відштовхнули прихильників традиційного футболу і не привабили нових спортивних уболівальників. Серія пенальті та зворотній відлік були скасовані після сезону 1999 року. Конкурентноздатність МЛС також поставив під сумнів невдалий виступ збірної США на чемпіонаті світу 1998 року. Збірна була складена майже повністю з гравців МЛС і програла всі матчі на турнірі.
Протягом перших п'яти років існування МЛС зазнала збитків на 250 мільйонів доларів, а до 2004 року сума збитків зросла до 350 мільйонів доларів. Через фінансові проблеми Ліги у серпні 1999 року було звільнено комісара Дага Логана, а новим комісаром став Дон Гарбер, колишній функціонер НФЛ. В січні 2002 року МЛС оголосила про скорочення кількості команд знову до 10 — Тампа-Бей М'ютені і Маямі Ф'южн були закриті.
Попри фінансові труднощі Ліга в цей час мала і певні здобутки, які пізніше стали основою для відновлення. У 1999 році було побудовано перший суто футбольний стадіон МЛС — Коламбус Крю Стедіум. Це започаткувало тенденцію побудови командами МЛС власних футбольних стадіонів, замість оренди стадіонів для американського футболу. У 2000 році Ліга виграла судову справу, яка розглядалася за позовом восьми гравців ще з 1996 року. Суд вирішив, що політика МЛС щодо підписання контрактів з лігою, а не з клубами, і обмеження зарплат гравців з допомогою «стелі зарплат», відповідає вимогам трастового законодавства США.

### Період відновлення
Успішний виступ збірної США на Чемпіонаті світу 2002 року посприяв новому розвитку футболу у США в цілому і МЛС зокрема. На фінальний матч Кубка МЛС 2002 року на Джиллетт Стедіум зібралося 61316 глядачів — найвища відвідуваність фінального матчу МЛС в історії. У 2003 році в матчах ліги було обмежено кількість замін до 3, а у 2005 році прийнято правила гри, затверджені Міжнародною радою футболу.
Перехідний період розвитку МЛС відбувся в роки перед чемпіонатом світу 2006 року. Ліга продала декількох американських молодих гравців до провідних футбольних ліг Європи. Наприклад, трансфер Тіма Говарда у Манчестер Юнайтед за 4 мільйони доларів став однією з найвигідніших угод в історії ліги. Багато інших американських гравців успішно виступали і в МЛС. У 2005 році Джейсон Крайс став першим гравцем, хто забив 100 голів у матчах МЛС.
План фінансової стабілізації передбачав переїзд клубів з великих стадіонів для американського футболу на суто футбольні стадіони меншої місткості. З 2003 по 2008 рік під наглядом ліги було збудовано ще шість спеціалізованих футбольних стадіонів. Будівництво головним чином фінансували власники, такі як Ламар Гант і Філ Аншульц. Завдяки цьому до кінця 2008 року більшість команд уже мали власні суто футбольні стадіони.
У цей же період відбулося розширення ліги. З 2005 року в МЛС почали грати Реал Солт-Лейк і Чівас США. Лос-Анджелес став першим містом з двома командами в лізі. У 2006 році після невдачі з будівництвом стадіону в Сан-Хосе власники Сан-Хосе Ерсквейкс перемістили команду (гравців і тренерів) до Х'юстона. Там було утворено нову команду Х'юстон Динамо, а історія виступів Сан-Хосе Ерсквейкес залишилася для нової групи власників, яка утворилася в 2007 році.

### Поява визначених гравців
У 2007 році МЛС розширилася за межі Сполучених Штатів, коли новою командою розширення став Торонто. Для того, щоб підняти рівень гри, Ліга прийняла нове Правило визначеного гравця, яке допомогло залучити до ліги відомих гравців світового рівня. Завдяки Правилу визначеного гравця Лізі вдалося підписати контракт з Девідом Бекхемом, який дебютував у МЛС у сезоні 2007 року. Також серед перших гравців, підписаних за цим правилом, були Куаутемок Бланко (Чикаго Файр) і Хуан-Пабло Анхель (Нью-Йорк Ред Буллз). Разом з тим у Європу від'їжджали молоді таланти, такі як Джозі Алтідор і Клінт Демпсі.
У 2008 році з новими власниками повернуся в лігу Сан-Хосе, а у 2009 під час розширення до ліги приєднався Сіетл Саундерз. Сезон 2010 року відзначений появою нової команди Філадельфія Юніон з новим стадіоном «PPL Park». У тому ж сезоні Нью-Йорк Ред Буллз відкрили новий стадіон — «Ред Булл Арену», а в їх складі дебютував Тьєррі Анрі.
У сезоні 2011 року в МЛС додалися ще дві команди — Портленд Тімберз та друга команда з Канади Ванкувер Вайткепс. У тому ж році МЛС досягнула середньої відвідуваності 17872 глядачі, що є вищим показником, ніж в НБА та НХЛ (в яких, щоправда, матчі проходять у закритих спорудах з меншою місткістю). Черговим відомим гравцем, який приїхав до МЛС того року, став ірландець Роббі Кін, який став виступати за Лос-Анджелес Гелексі. Реал Солт-Лейк став першим клубом МЛС, який вийшов до фіналу Ліги Чемпіонів КОНКАКАФ.
2012 року Монреаль Імпакт став 19-ю франшизою МЛС. Дебютний матч команди на домашньому стадіоні зібрав 58912 глядачів.

### Від 2013 року
У 2013 році МЛС оголосила про створення 20 і 21 команд — ними стали Нью-Йорк Сіті і Орландо Сіті, які почали грати в чемпіонаті з сезону 2015 року. У тому ж році МЛС запровадила ініціативу за назвою «Ключові гравці», котра допомагала клубам втримувати гравців, використовуючи для цього спеціально обумовлені кошти. Серед перших гравців, які підписали нові контракти у 2013 році за рахунок «коштів втримання», були гравці національної збірної Грем Зусі і Метт Беслер. Крім того, в лігу перед чемпіонатом світу 2014 року повернулися гравці збірної, які грали за кордоном — Клінт Демпсі, Джермейн Джонс, Майкл Бредлі і ДаМаркус Бізлі. У 2014 році тренерами 15 з 19 команд були колишні гравці, що грали у МЛС. За результатами опитування ESPN Sports Poll, серед підлітків віком 12–17 років мала однаковий показник популярності з МЛБ (Вища ліга бейсболу), поступаючись НФЛ і НБА.
У 2014 році оголошено про 22 команду ліги — Атланта Юнайтед. Також Нью-Йорк Сіті і Орландо Сіті, хоча й мали почати змагатися лише з 2015 року, вже влітку 2014 оголосили про підписання своїх «визначених гравців». Ними стали Давід Вілья (найкращий бомбардир в історії збірної Іспанії), Френк Лемпард (найкращий бомбардир в історії «Челсі») (Нью-Йорк) і володар Золотого м'яча Кака (Орландо). На чемпіонаті світу 2014 року у заявках команд був 21 гравець з МЛС, причому 10 у складах інших збірних, серед яких збірні Бразилії та Іспанії.
Після закінчення сезону 2014 року склад учасників і структура конференцій дещо змінилися. Як і планувалося, до ліги вступили «Нью-Йорк Сіті» і «Орландо Сіті». Разом з тим припинив існування клуб «Чівас США». Таким чином в МЛС стало 20 команд. Щоб збалансувати конференції із Східної в Західну були переведені Спортінг Канзас-Сіті і Х'юстон Динамо. А на початку 2015 року оголошено, що протягом 2017—2018 року буде додано ще дві команди — Лос-Анджелес і Міннесота Юнайтед. В сезоні 2015 року ліга поповнилася ще декількома відомими гравцями з Європи. Окрім Кака, Лемпарда і Вільї до складів команд приєдналися Стівен Джеррард, Андреа Пірло, Дідьє Дрогба, Джовані Дос Сантос і Себастьян Джовінко. А в грудні 2015 року Дон Гарбер оголосив про наміри МЛС розширитися в майбутньому до 28 команд. На той час в лізі було 20 команд і 3 підтверджених нових клуби (Атланта, Міннесота і Лос-Анджелес). В серпні 2016 року оголошено про те, що Міннесота Юнайтед почне грати в лізі з 2017 року разом з Атлантою Юнайтед. «Лос-Анджелес» почне виступати з сезону 2018 року, найімовірнішою 24-ю командою може стати клуб з Маямі, котрим управлятиме група власників під проводом Девіда Бекхема. Серед претендентів на чотири команди розширення, які за планами мають з'явитися в лізі до 2020 року, 12 груп власників. А ймовірними містами, де можуть бути створені команди МЛС є Шарлотт, Цинциннаті, Детройт, Індіанаполіс, Нашвілл, Фінікс, Ролі, Сакраменто, Сент-Луїс, Сан-Антоніо, Сан-Дієго і Тампа.
У 2021 році в MLS з'явились чотири нових клуби: «Остін», «Інтер Маямі», «Нашвілл», «Сент-Луїс». Власниками деяких з них стали відомі американці. Наприклад, співвласник «Остіна» — актор Меттью Мак-Конегі, а «Інтер Маямі» — колишній знаменитий футболіст Девід Бекхем.

## Формат змагань
Регулярний сезон МЛС триває з березня по жовтень. Команди розділено на дві конференції — Східну і Західну, у кожній з яких ведеться свій залік. Кожна команда проводить 34 матчі за незбалансованим розкладом: 23 матчі проти команд з своєї конференції та 11 матчів проти команд з інших конференцій. В середині сезону робиться перерва в розкладі матчів для проведення традиційного для північноамериканських ліг Матчу всіх зірок. У МЛС в Матчі всіх зірок грає збірна найкращих гравців ліги проти запрошеної команди з іншої ліги (в різні роки серед запрошених команд на матч усіх зірок МЛС були такі клуби як Манчестер Юнайтед, Челсі, Баварія Мюнхен, Арсенал). По завершенні регулярного сезону команда, що набрала найбільшу кількість очок, здобуває трофей — Supporters' Shield.
Знову ж, на відміну від більшості ліг у світі, але подібно до інших ліг у Північній Америці, після регулярного сезону починається стадія плей-оф, котра має назву Кубок МЛС. У ньому беруть участь 12 команд і завершується Кубок МЛС фінальною грою за чемпіонський титул на початку грудня. В минулі роки поділ на конференції був досить умовним — гарантоване місце у плей-оф давали лише перші два місця у Конференції. Решта команд відбиралися за загальним заліком і, якщо кількість відібраних команд від конференцій була нерівною (тобто не 4:4), то декотрі команди грали плей-оф не у своїх конференціях. Іноді такі команди навіть ставали у підсумку чемпіонами МЛС, як-от «Реал Солт-Лейк» (у 2009) і «Колорадо Рапідз» (у 2010). Ці команди у підсумковій таблиці в своїх конференціях були тільки п'ятими, але отримавши право грати у плей-оф були відправлені до Східної конференції, де зрештою перемагали всіх суперників і здобували перемогу у фіналі. Декотрі оглядачі зауважують, що наявність стадії плей-оф, до якої виходить 12 команд з 22, разом з такими умовами відбору зменшує цінність регулярного сезону. Комісар МЛС Дон Гарбер пояснив, що наявність стадії плей-оф як більш значущого змагання, відповідає меті МЛС.
Поточний формат змагань «весна-осінь» не узгоджується з календарем ФІФА і міжнародними футбольними турнірами, що проходять влітку, коли у більшості чемпіонатів країн триває перерва між сезонами. Це призводить до того, що гравці, які грають за свої національні збірні на цих турнірах, змушені пропускати матчі МЛС, особливо під час Чемпіонатів світу та Золотого кубка. Хоча ліга розглядала можливість переходу на формат «осінь-весна», але реальних кроків для цього не зроблено. У випадку переходу на такий формат, багатьом командам з півночі США і Канади довелося б робити перерву під час зими, що є небажаним. Також при такому форматі МЛС доведеться конкурувати взимку з набагато популярнішими НФЛ, НБА і НХЛ.

### Інші змагання
Команди МЛС беруть участь у інших змаганнях. Щороку до п'яти команд від МЛС грають у Лізі чемпіонів КОНКАКАФ проти інших команд регіону КОНКАКАФ. Дві команди від МЛС зі США кваліфікуються за результатами регулярного сезону — переможці Східної і Західної конференції. Третьою командою від США стає переможець Кубка МЛС. Ще одна команда може кваліфікуватися через змагання за назвою Відкритий кубок США Ламара Ганта, у якому команди МЛС (лише зі США) змагаються з клубами нижчих дивізіонів. Якщо одна з команд отримує декілька кваліфікаційних місць, або якщо одне з місць здобуде команда з Канади, то місце переходить до наступної найкращої команди зі США у заліку Supporters' Shield. Канадські клуби МЛС також грають у своєму чемпіонаті проти команд з нижчих дивізіонів, щоб здобути одне місце в Лізі Чемпіонів, яке призначене Канаді. Жоден клуб МЛС не вигравав Лігу чемпіонів, відтоді як вони беруть у ній участь, лише двічі команди МЛС грали у фіналах.

## Команди
30 команд МЛС розділено на дві конференції — Східну та Західну. Командам дозволено заявляти для участі в чемпіонаті до 30 гравців. На матч команда заявляє 18 гравців.
Починаючи з сезону 2005 року, у МЛС додалося багато нових команд. У 2007 році з'явилася перша команда з Канади. Останньою доданою командою станом на початок сезону 2025 є Сан-Дієго.
Щороку в ході регулярного сезону розігруються Кубки суперництва МЛС (англ. Rivalry Cup). Ці кубки є змаганням між двома (в одному випадку, трьома) командами, зазвичай, географічними сусідами. Переможець кожного Кубка суперництва визначається за підсумками матчів регулярного чемпіонату між командами. Ідея проведення таких кубків запозичена із студентського американського футболу.
Склад ліги в сезоні 2025 року:
| Команда              | Місто                  | Стадіон                  | Рік вступу до ліги | Головний тренер    |
| Східна Конференція   | Східна Конференція     | Східна Конференція       | Східна Конференція | Східна Конференція |
| -------------------- | ---------------------- | ------------------------ | ------------------ | ------------------ |
| Атланта Юнайтед      | Атланта                | Мерседес-Бенц Стедіум1   | 2017               | Ронні Дейла        |
| Ді Сі Юнайтед        | Вашингтон              | Ауді Філд                | 1996               | Трой Лесейн        |
| Інтер Маямі          | Форт-Лодердейл         | Чейз Стедіум             | 2020               | Хав'єр Маскерано   |
| Коламбус Крю         | Коламбус               | Lower.com Філд           | 1996               | Вілфрід Нансі      |
| Монреаль             | Монреаль               | Стад Сапуто              | 2012               | Лоран Куртуа       |
| Нашвілл              | Нашвілл                | Ґеодіс Парк              | 2020               | БіДжей Каллаган    |
| Нью-Інгленд Революшн | Бостон*                | Жилетт Стедіум1          | 1996               | Калеб Портер       |
| Нью-Йорк Ред Буллз   | Нью-Йорк, Нью-Джерсі*  | Ред Булл Арена           | 1996               | Сандро Шварц       |
| Нью-Йорк Сіті        | Нью-Йорк               | Янкі-Стедіум1            | 2015               | Паскаль Янсен      |
| Орландо Сіті         | Орландо                | Орландо Сіті Стедіум     | 2015               | Оскар Пареха       |
| Торонто              | Торонто                | БМО Філд                 | 2007               | Робін Фрейзер      |
| Філадельфія Юніон    | Філадельфія*           | Субару Парк              | 2010               | Бредлі Карнелл     |
| Цинциннаті           | Цинциннаті             | Ті К'ю Ел Стедіум        | 2019               | Пет Нунен          |
| Чикаго Файр          | Чикаго*                | Солджер Філд1            | 1998               | Грегг Берголтер    |
| Шарлотт              | Шарлотт                | Бенк оф Амеріка Стедіум1 | 2022               | Дін Сміт           |
| Західна Конференція  |                        |                          |                    |                    |
| Ванкувер Вайткепс    | Ванкувер               | Бі Сі Плейс1             | 2011               | Ванні Сартіні      |
| Даллас               | Даллас*                | Тойота Стедіум           | 1996               | Ерік Кілль         |
| Колорадо Репідз      | Денвер*                | Дікс Спортінг Гудс Парк  | 1996               | Кріс Армас         |
| Лос-Анджелес Гелаксі | Лос-Анджелес*          | Дігніті Хелс Спортс Парк | 1996               | Ґреґ Венні         |
| Лос-Анджелес         | Лос-Анджелес           | БМО Стедіум              | 2018               | Стів Черундоло     |
| Міннесота Юнайтед    | Міннеаполіс            | Альянц Філд              | 2017               | Ерік Ремзі         |
| Остін                | Остін                  | Q2 Стедіум               | 2021               | Ніко Естевес       |
| Портленд Тімберз     | Портленд               | Провіденс Парк           | 2011               | Філ Невілл         |
| Реал Солт-Лейк       | Солт-Лейк-Сіті*        | Америка Фьорст Філд      | 2005               | Пабло Мастроєні    |
| Сан-Дієго            | Сан-Дієго              | Снепдрегон Стедіум 1     | 2025               | Майкі Варас        |
| Сан-Хосе Ерсквейкс   | Сан-Хосе               | ПейПал Парк              | 1996               | Брюс Арена         |
| Сент-Луїс Сіті       | Сент-Луїс              | Енерджайзер Парк         | 2023               | Улоф Мельберг      |
| Сіетл Саундерз       | Сіетл                  | Люмен Філд1              | 2009               | Браян Шметцер      |
| Спортінг Канзас-Сіті | Канзас-Сіті (Міссурі)* | Чілдренс Мерсі Парк      | 1996               | Пітер Вермес       |
| Х'юстон Динамо       | Х'юстон                | Шелл Енерджі Стедіум     | 2006               | Бен Олсен          |

| Чівас США         | Лос-Анджелес | СтабХаб Центр            | 2005–2014 |
| Маямі Ф'южн       | Маямі        | Локхарт Стедіум          | 1998–2001 |
| Тампа-Бей М'ютені | Тампа        | Реймонд Джеймс Стедіум 1 | 1996–2001 |

1. Стадіон для інших видів спорту; використовується також іншими командами

## Чемпіонати МЛС
Володарі чемпіонського титулу (Кубка МЛС) і Supporters' Shield.
| Команда              | Кубок МЛС | Роки здобуття                | Supporters' Shield | Роки здобуття          | Сезони MLS |
| -------------------- | --------- | ---------------------------- | ------------------ | ---------------------- | ---------- |
| Лос-Анджелес Гелаксі | 5         | 2002, 2005, 2011, 2012, 2014 | 4                  | 1998, 2002, 2010, 2011 | 21         |
| Ді Сі Юнайтед        | 4         | 1996, 1997, 1999, 2004       | 4                  | 1997, 1999, 2006, 2007 | 21         |
| Сан-Хосе Ерсквейкс   | 2         | 2001, 2003                   | 2                  | 2005, 2012             | 19         |
| Спортінг Канзас-Сіті | 2         | 2000, 2013                   | 1                  | 2000                   | 21         |
| Х'юстон Динамо       | 2         | 2006, 2007                   |                    | –                      | 11         |
| Коламбус Крю         | 2         | 2008, 2020                   | 3                  | 2004, 2008, 2009       | 21         |
| Чикаго Файр          | 1         | 1998                         | 1                  | 2003                   | 19         |
| Сіетл Саундерз       | 1         | 2016                         | 1                  | 2014                   | 8          |
| Торонто              | 1         | 2017                         | 1                  | 2017                   |            |
| Реал Солт-Лейк       | 1         | 2009                         |                    | –                      | 12         |
| Колорадо Репідз      | 1         | 2010                         |                    | –                      | 21         |
| Портленд Тімберз     | 1         | 2015                         |                    | –                      | 6          |
| Атланта Юнайтед      | 1         | 2018                         |                    |                        |            |
| Нью-Йорк Сіті        | 1         | 2021                         |                    |                        |            |
| Нью-Йорк Ред Буллз   |           | –                            | 3                  | 2013, 2015, 2018       | 21         |
| Даллас               |           | –                            | 1                  | 2016                   | 21         |
| Маямі Ф'южн*         |           | –                            | 1                  | 2001                   | 4*         |
| Тампа-Бей М'ютені*   |           | –                            | 1                  | 1996                   | 6*         |
| Філадельфія Юніон    |           |                              | 1                  | 2020                   |            |
| Нью-Інгленд Революшн |           |                              | 1                  | 2021                   |            |

| *Франшиза припинена після сезону 2001 року |

## Організаційний устрій МЛС

### Схема власності
Major League Soccer діє окрема господарська одиниця (а не як об'єднання таких одиниць). Гравці укладають контракти з лігою, а не з окремими командами. Кожна команда має свого інвестора-оператора, який є акціонером ліги. В перші роки існування МЛС неможливо було уникнути ситуації, коли один інвестор керував декількома командами. У певний відрізок часу компанія AEG Філіпа Аншульца керувала шістьма франшизами МЛС, а Hunt Sports Ламара Ганта — трьома. Щоб привабити додаткових інвесторів у 2002 році було внесено зміни до угоди про оперативне управління між лігою командами, направлені на те, щоб покращити доходи саме окремих команд і зробити привабливішим саме управління одним клубом, а не просто володіння часткою в лізі. Серед цих змін була передача операторам команд прав на визначену кількість гравців, яких випускає система академії клубу, а також розподіл прибутків Soccer United Marketing між операторами і можливість для клубів укладати індивідуальні спонсорські угоди.
Після того як у 2006 році МЛС перестала бути збитковою і почала будувати плани суттєвого розширення, було оголошено. що ліга хотіла б, щоб кожен клуб мав окремого оператора. Лізі вдалося привабити нових інвесторів, які вклали додаткові кошти в лігу. Серед прикладів цього — придбання концерном «Ред Булл» у «Anschutz Entertainment Group» прав на франшизу «Нью-Йорк/Нью-Джерсі МетроСтарз» за 100 мільйонів доларів. У 2014 році ліга взяла на себе управління колишнім клубом Чівас США, який мав серйозні управлінські та фінансові труднощі під керівництвом оператора. Зрештою ліга розформувала цей клуб, натомість надавши права на другу футбольну команду в Лос-Анджелесі новій групі інвесторів в жовтні 2014 року.
З грудня 2015 року, коли AEG продала свою 50%-у частку в Х'юстон Динамо, в лізі не залишилося операторів, що управляють декількома командами.

### Виконавчі посадові особи
З 1999 року Комісаром МЛС (виконавчим директором) є Дон Гарбер. Попереднім комісаром був Даг Логан (1995—1999).
Президентом Ліги і заступником Комісара з 2006 року призначено Марка Ебботта.

### Придбання гравців та зарплати гравців
Середня зарплата гравця в МЛС в сезоні 2016 року була 308 969 доларів США в рік, що набагато нижче, ніж в інших професіональних лігах США (в 6 разів менше, ніж у НФЛ, в 10 і більше разів нижче, ніж в НХЛ, МЛБ і НБА). Також це менше, ніж, наприклад, середня зарплата гравця у Футбольній лізі Англії (другий щабель), чемпіонаті Нідерландів чи мексиканській лізі МХ. У 2017 році мінімальна зарплата для гравців основних складів зросла до 65000 доларів, а мінімальна зарплата для резервних гравців під № 25-28 у заявці зросла до $53000.
Команди мають право підписувати контракти з гравцями з інших ліг. В МЛС є два трансферних вікна: основне міжсезонне трансферне вікно триває три місяці від середини лютого до середини травня, а друге трансферне вікно триває один місяць у липні-серпні. Коли клуб продає гравця за кордон, доходи від трансферу діляться між клубом і лігою. Клуб може отримати від 33 до 75 % в залежності від статусу гравця та тривалості його контракту з МЛС. Команди МЛС мають обмеження щодо кількості іноземних гравців у своїй заявці на сезон. Іноземцями вважаються всі гравці, які мають статусу домашніх гравців. Такий статус є у гравців, які мають громадянство США (або Канади для канадських команд) або мають дозвіл на постійне проживання чи інший спеціальний статус, як от біженця чи притулку, або відповідають правилу Іноземця-домашнього вихованця. Гравці, що мають статус домашнього у США, не вважаються іноземцями для канадських команд, але при цьому у їх складі має бути мінімум три канадці. 49 % гравців зі складів команд сезону 2015 року народилися за межами Канади і США і представляли 58 різних країн.
Правило визначеного гравця (англ. Designated player) дозволяє командам підписати контракт з обмеженою кількістю гравців, чия зарплата може перевищувати максимальну суму, т. зв. «стелю зарплат». Правило було введене у 2007 році і першим, хто підписав контракт за цим правилом, став Девід Бекхем. Правило DP призвело до різкої незбалансованості у доходах гравців. Визначені гравців з найвищою зарплатою заробляють у 180 разів більше, ніж гравці з мінімальною зарплатою. У сезоні 2013 року 21 % усієї суми зарплата припадало лише на п'ятьох гравців, а у 2014 році 29 % на шістьох. Аналіз 10 гравців з найвищою зарплатою у 2016 році показує, що з них четверо є гравцями збірної США (середній вік 31 рік), а ніші 6 з топ-10 іноземці, що приїхали з Європи. П'ятеро з них перебувають на завершальному етапі кар'єри. Наприклад, № 6 у списку Франк Лемпард у 38 років заробляє $8 млн у Нью-Йорк Сіті. Найвищі доходи у гравця «Орландо-Сіті» Кака — 9,2 мільйона доларів (з урахуванням спонсорського контракту). Його зарплата 7,1 мільйона доларів складає 62 % усієї клубної зарплати «Орландо-Сіті».
МЛС також дозволяє командам використовувати кошти для зарплати, більшою за максимальну, щоб втримувати «ключових гравців» і підписувати з ними нові контракти. Також на зарплати гравців команди можуть використовувати асигнаційні кошти і такі кошти не враховуються в залік «стелі зарплат». Асигнаційні кошти команди можуть заробити декількома способами.

### Розвиток молоді
МЛС запровадила ряд ініціатив та правил, спрямованих на сприяння розвитку молодих гравців. Правила стосовно домашніх вихованців та гравців за програмою Generation Adidas, створюють стимули для команд розвивати та залишати у себе молодих гравців.
З 2008 року наявність програми розвитку молодих гравців є обов'язковою вимогою для усіх команд МЛС. Правила також дозволяють командам підписувати необмежену кількість гравців безпосередньо зі своїх академій і обходити загальний процес драфту. Також існує спеціально виділений фонд для зарплат гравців, які внесені до заявки під позиціями «домашніх вихованців». Команди клубних академій грають у змаганнях U.S. Soccer Development Academy (Академія розвитку Федерації футболу США) у різних вікових категоріях разом з юнацькими і дитячими командами інших ліг.
МЛС спільно з Федерацією футболу США підтримує програму Generation Adidas, з допомогою якої заохочує молодих гравців приходити у МЛС. Ця програма виконується з 1997 року і з неї до МЛС прийшли такі гравці, як Лендон Донован, Клінт Демпсі, Тім Говард і Майкл Бредлі. Гравці, які відповідають вимогам Правила домашнього вихованця підписують контракт за програмою Generation Adidas і зарплати за такими контрактами не враховуються до загального бюджету клубу у стосунку до «стелі зарплат».
Раніше в МЛС існувала ліга резерву, завдяки якій ігрову практику отримували гравці, що не проходили до основних складів клубів. Ліга резерву діяла з 2005 по 2014 рік. Починаючи з 2013 МЛС почала процес інтеграції ліги резерву з лігою, яка тоді мала назву USL Pro, а тепер має назву United Soccer League (Об'єднана футбольна ліга). Після сезону 2014 року Ліга резерву була закрита і відповідно зараз для команд МЛС є обов'язковою вимогою або мати дочірній клуб у USL, або заявляти свою резервну команду в цю лігу.

### Стадіони
З 1999 року під наглядом ліги збудовано дванадцять стадіонів, призначених суто для футбольних матчів. Розвиток власних футбольних стадіонів посприяв збільшенню кількості глядачів на матчах. Також це принесло позитивні фінансові результати, оскільки командам більше не потрібно було платити за оренду споруд, а вони самі могли отримувати у таких галузях як торговельні концесії, права найменування, паркування і влаштуваннях інших заходів, окрім футбольних матчів. Будівництво суто футбольних стадіонів є ключовим напрямком МЛС і засобом досягнення прибутковості команди. У 2006 році Тім Лейвеке, тодішній виконавчий директор «Anschutz Entertainment Group», зазначив, що збільшення кількості футбольних стадіонів стало поворотною точкою в історії МЛС.
Першим у цьому напрямку почав діяти власник «Коламбус Крю» Ламар Гант. За його кошти в 1999 році було збудовано «Коламбус Крю Стедіум» (тепер має назву Mapfre Stadium) — перший футбольний стадіон у МЛС. Через чотири роки цю тенденцію підтримав Лос-Анджелес Гелексі, відкривши Home Depot Center, котрий тепер має назву СтабХаб Центр. Після цього темпи появи нових стадіонів різко прискорилися — нові арени були відкриті у Далласі (2005), Чикаго (2006), Денвері і Торонто (2007), Солт-Лейк-Сіті (2008). Завдяки цьому вже у 2008 році більше половини команд МЛС (8 з 14) мали власні стадіони. У 2010 році були відкриті нові арени для «Нью-Йорк Ред Буллз» і «Філадельфія Юніон».
У період з 2011 по 2017 роки на нові стадіони переїхали команди «Спортінг Канзас-Сіті», «Х'юстон Динамо» і «Сан-Хосе Ертквейкс», а команди, що вступали в лігу, відразу починали грати на нових стадіонах («Портленд» і «Монреаль»). Останнім на цей час відкритим стадіоном є Орландо Сіті Стедіум, перший матч на якому відбувся 5 березня 2017 року.
Проте процес розвитку стадіонів у МЛС і далі триває. Дві команди, що грають у МЛС від часу заснування, досі не мають власного стадіону — «Ді Сі Юнайтед» і «Нью-Інгленд Революшн». В 2014 році Ді Сі Юнайтед досяг домовленості про будівництво нового футбольного стадіону (зараз клуб грає на стадіоні, що раніше використовувався і для американського футболу, і для бейсболу). У лютому 2017 року пройшла церемонія закладин нової арени за назвою Ауді Філд, а закінчення будівництва очікується в червні 2018 року. «Нью-Інгленд» грає домашні матчі на Джиллетт Стедіум, який є стадіоном для американського футболу. Власники команди заявляли про намір збудувати для команди футбольний стадіон і зараз ведуть переговори щодо цього з міською владою Бостона. Такий самий намір висловлювало і керівництво «Нью-Йорк Сіті», котрий домашні матчі проводить на Янкі Стедіум — бейсбольному стадіоні. «Міннесота Юнайтед», яка дебютувала у МЛС у 2017 році, зараз проводить домашні матчі на TCF Бенк Стедіум, але у 2018 році планується завершення будівництва власного стадіону у Сент-Полі. Атланта Юнайтед, яка теж почала з 2017 року, тимчасово грає на стадіону для американського футболу студентської команди «Джорджія Тек», але протягом сезону 2017 року планується введення в експлуатації нового Мерседес-Бенц Стедіум, яким «Атланта Юнайтед» керуватиме спільно з командою НФЛ «Атланта Фалконз». Лос-Анджелес, який вступить в лігу у 2018 році, зараз будує нову «Бенк оф Каліфорнія Арена», відкриття якої очікується одночасно з дебютом команди у МЛС.

### Прибутки і доходи
| Рік  | Вартість |
| ---- | -------- |
| 2008 | $37 млн  |
| 2013 | $103 млн |
| 2015 | $157 млн |
| 2016 | $185 млн |

Ознаки довгострокової прибутковості Major Soccer League почала демонструвати лише з 2004 року. Фінансовій стабільності ліги сприяла її структура власності як єдиного об'єкта, «стеля зарплат» і підтримка у сфері ЗМІ та маркетингу від Soccer United Marketing. Завдяки будівництву нових стадіонів, розширенню числа власників та збільшенню телевізійних трансляцій доходи МЛС значно збільшилися, водночас ліга і далі впроваджує політику контролювання видатків.
| Команда              | Спонсор            | Щорічна вартість     |
| -------------------- | ------------------ | -------------------- |
| Атланта Юнайтед      | AmFam              | Не розголошено       |
| Чикаго Файр          | Valspar            | Не розголошено       |
| Колорадо Репідз      | Transamerica       | Не розголошено       |
| Коламбус Крю         | Acura              | Не розголошено       |
| Ді Сі Юнайтед        | Leidos             | Не розголошено       |
| Даллас               | AdvoCare           | Не розголошено       |
| Х'юстон Динамо       | BHP Billiton       | Не розголошено       |
| Лос-Анджелес Гелаксі | Herbalife          | $4,4 млн.            |
| Міннесота Юнайтед    | Target             | Не розголошено       |
| Монреаль Імпакт      | Bank of Montreal   | $4 млн.              |
| Нью-Інгленд Революшн | UnitedHealthcare   | Не розголошено       |
| Нью-Йорк Сіті        | Etihad Airways     | Не розголошено       |
| Нью-Йорк Ред Буллз   | Red Bull           | Власник клубу        |
| Орландо Сіті         | Orlando Health     | Не розголошено       |
| Філадельфія Юніон    | Bimbo Bakeries USA | $3 млн.              |
| Портленд Тімберз     | Alaska Airlines    | Не розголошено       |
| Реал Солт-Лейк       | LifeVantage        | $3 млн.              |
| Сан-Хосе Ерсквейкс   | Sutter Health      | Не розголошено       |
| Сіетл Саундерз       | Xbox               | $4 млн.              |
| Спортінг Канзас-Сіті | Ivy Funds          | $2,5 млн.            |
| Торонто              | Bank of Montreal   | 4 млн кан. доларів + |
| Ванкувер Вайткепс    | Bell Canada        | 4 млн кан. доларів + |

У порівнянні з першими роками існування ліги доходи ліги і висвітлення на телебаченні зросли в багато разів. У 2006 МЛС підписала угоду про продаж ТБ-прав з ESPN, за якою протягом 2007—2014 років отримувала щороку 7–8 мільйонів доларів. Загалом щорічні доходи від телетрансляцій перевищують 40 мільйонів доларів.
На початку 2005 року було підписано 10-річний спонсорський контракт із Адідас на суму 150 мільйонів доларів. Ще з 2007 року отримали право самостійно продавати місце для розміщення реклами на передньому боці футболок. До цього на задньому боці футболки вже розміщувався логотипом спонсора ліги. Було встановлено мінімальну ціну такої угоди в 500000 доларів і з кожної такої угоди 200000 доларів отримувала сама ліга. Станом на лютий 2016 року всі команди МЛС мали такі угоди про розміщення логотипу спонсора на футболках.
Згідно з опублікованими у журналі «Forbes» даними щодо вартості клубів МЛС, десять з існуючих на той час 19 команд мали у 2012 році операційний прибуток, а сім мали збиток. Загальний річний дохід ліги «Forbes» оцінив у 494 мільйони доларів, а загальний прибуток — у 34 мільйони доларів. Середня вартість команда, за оцінкою видання, склала 103 мільйони доларів (у 2008 році показник становив 37 мільйонів). Найбільш цінною франшизою було названо Сіетл Саундерз — 175 мільйонів доларів. Для порівняння: у 2009 році власники клубу заплатили вступний платіж в сумі 30 мільйонів.
Протягом наступних двох років тенденція зростання вартості команд продовжилася. І за новою інформацією, яку «Forbes» опублікував в серпні 2015 року, середня вартість франшизи МЛС у 2014 році складала 152 мільйони доларів, тобто +52 % за два роки. Дві найдорожчі франшизи — Сіетл Саундерз ($245 млн.) і Ел-Ей Гелексі ($240 млн.).
За даними вересня 2016 року середня вартість франшизи зросла ще на 18 % і становила 185 мільйонів доларів.

## Телетрансляції
У травні 2014 МЛС уклала партнерські угоди про права на телетрансляції до 2022 року з трьома загальнонаціональними каналами США.
Від самого заснування ліги її партнером є ESPN. Кожного року ця мережа транслює декілька десятків матчів регулярного сезону МЛС. У 2017 році канал отримав права на трансляції 31 матчу (з них 3 на ESPN2) з синхронною трансляцією на ESPN Deportes та офіційному інтернет-каналі.
Також у 2017 році матчі МЛС транслює інший загальноамериканський канал Fox (загалом 33 матчі, у том числі матч-відкриття і Матч усіх зірок МЛС). Також МЛС має угоду про трансляції матчів з іспаномовним каналом США Univision (26 матчів у 2017 році).
Для живих трансляцій матчів МЛС і переглядів їх у запису використовує власний стрімінговий сервіс MLSLive, доступний лише для США і Канади. Крім цього, клуби мають право укладати свої власні угоди про продаж ТВ-прав.
Права на трансляції матчів МЛС в Канаді мають канали TSN, TVA Sports (ексклюзивні права на трансляції французькою мовою) і CTV. Угода укладена на початку 2017 року строком на 5 років.
Змагання МЛС транслюються і за межами США і Канади. У Європі МЛС має угоди з Sky Sports (5-річна угода до 2020 року, показує не менше двох матчів на тиждень, у тому числі матчі плей-оф), Eurosport (4 річна угода до кінця 2018 року, чотири матчі на тиждень).

## Рекорди гравців
Нижче наведено лідерів за декотрими статистичними показниками за весь час існування Major League Soccer. Статистика показує лише матчі регулярних сезонів. Жирним шрифтом виділені діючі гравці.
| Місце | Гравець          | Роки                        | Голи |
| ----- | ---------------- | --------------------------- | ---- |
| 1     | Лендон Донован   | 2001—2014; 2016             | 145  |
| 2     | Джефф Каннінгем  | 1998—2010                   | 134  |
| 3     | Хайме Морено     | 1996—2010                   | 133  |
| 4     | Кріс Вондоловскі | 2005—досі                   | 126  |
| 5     | Анте Разов       | 1996—2000; 2001—2009        | 114  |
| 6     | Джейсон Крайс    | 1996—2007                   | 108  |
| 7     | Двейн Де Росаріо | 2001—2014                   | 104  |
| 8     | Тейлор Твеллман  | 2002—2010                   | 101  |
| 9     | Едсон Баддл      | 2001—2010; 2012—2015        | 100  |
| 10    | Карлос Руїс      | 2002—2008; 2011, 2013, 2016 | 89   |

| Місце | Гравець            | Роки            | Паси |
| ----- | ------------------ | --------------- | ---- |
| 1     | Лендон Донован     | 2001—2014; 2016 | 136  |
| 2     | Стів Ролстон       | 1996—2010       | 135  |
| 3     | Бред Девіс         | 2002—2016       | 123  |
| 4     | Карлос Вальдеррама | 1996—2002       | 114  |
| 5     | Прекі              | 1996—2005       | 112  |
| 6     | Хайме Морено       | 1996—2010       | 102  |
| 7     | Марко Етчеверрі    | 1996—2003       | 101  |
| 8     | Кобі Джонс         | 1996—2007       | 91   |
| 9     | Енді Вільямс       | 1998—2011       | 86   |
| 10    | Хав'єр Моралес     | 2007–present    | 81   |

| Місце | Гравець         | Роки                 | Шатаути |
| ----- | --------------- | -------------------- | ------- |
| 1     | Нік Рімандо     | 2000–тепер           | 131     |
| 2     | Кевін Гартман   | 1997—2013            | 112     |
| 3     | Джо Кеннон      | 1999—2002; 2003—2013 | 86      |
| 4     | Джон Буш        | 2002—2015            | 83      |
| 5     | Зак Торнтон     | 1996—2011            | 76      |
| 6     | Метт Райс       | 1998—2013            | 75      |
| 7     | Пет Онстад      | 2003—2011            | 64      |
| 8     | Тоні Меола      | 1996—2006            | 62      |
| 9     | Донован Рікеттс | 2009–2015            | 56      |
| 10    | Трой Перкінз    | 2004—2007; 2010—2015 | 53      |

| Місце | Гравець         | Роки         | Games |
| ----- | --------------- | ------------ | ----- |
| 1     | Нік Рімандо     | 2000—досі    | 433   |
| 2     | Кевін Гартман   | 1997—2013    | 416   |
| 3     | Кайл Бекерман   | 2000—present | 415   |
| 4     | Бред Девіс      | 2002—2016    | 392   |
| 5     | Стів Ролстон    | 1996—2010    | 378   |
| 6     | Браян Керролл   | 2003—present | 370   |
| 7     | Джефф Каннінгем | 1998—2011    | 365   |
| 8     | Боббі Босвелл   | 2005—present | 363   |
| 9     | Джек Джусбері   | 2003—2016    | 352   |
| 10    | Дейві Арно      | 2002—2015    | 351   |

Оновлено 24 травня 2017 [Архівовано 9 жовтня 2013 у Wayback Machine.]

### Рекорди з-поміж діючих гравців
Статистика рекордів для з-поміж гравців, що продовжують грати. Лише для матчів регулярного сезону.
| Місце | Гравець             | Голи |
| ----- | ------------------- | ---- |
| 1     | Кріс Вондоловскі    | 126  |
| 2     | Кай Камара          | 89   |
| 3     | Бредлі Райт-Філліпс | 74   |
| 4     | Кріс Ролфе          | 64   |
| 5     | Домінік Одуро       | 63   |

| Місце | Гравець         | Паси |
| ----- | --------------- | ---- |
| 1     | Хав'єр Моралес  | 81   |
| 2     | Саша Клештан    | 73   |
| 3     | Себастьєн Ле Ту | 57   |
| 4     | Мауро Росалес   | 51   |
| 4     | Грем Зусі       | 51   |

| Місце | Гравець     | Шатаути |
| ----- | ----------- | ------- |
| 1     | Нік Рімандо | 131     |
| 2     | Штефан Фрай | 49      |
| 3     | Білл Хемід  | 44      |
| 4     | Луіс Роблес | 43      |
| 5     | Шон Джонсон | 39      |

| Місце | Гравець       | Матчі |
| ----- | ------------- | ----- |
| 1     | Нік Рімандо   | 433   |
| 2     | Кайл Бекерман | 415   |
| 3     | Браян Керролл | 370   |
| 4     | Боббі Босвелл | 363   |
| 5     | Чед Маршалл   | 351   |

Оновлено 24 травня 2017 [Архівовано 9 жовтня 2013 у Wayback Machine.]